# Zoquiapan (kommun)
Zoquiapan är en kommun i Mexiko.   Den ligger i delstaten Puebla, i den sydöstra delen av landet, 170 km öster om huvudstaden Mexico City.
Följande samhällen finns i Zoquiapan:
- Amatlán
- San Antonio Buenavista
- Ayotox
- Zacatilihuic
- El Arenal
- Calacuahutla